# Lara Michel
Lara Michel (* 24. Dezember 1991) ist eine Schweizer Tennisspielerin.

## Karriere
Sie gewann auf Turnieren des ITF Women’s Circuit bereits acht Einzel- und zwei Doppeltitel.
Ihre bislang besten Weltranglistenpositionen erreichte sie im Oktober 2014 mit Platz 285 im Einzel und im Februar 2011 mit Platz 440 im Doppel.

## Turniersiege

### Einzel
| Nr. | Datum             | Turnier           | Kategorie   | Belag             | Finalgegnerin               | Ergebnis       |
| --- | ----------------- | ----------------- | ----------- | ----------------- | --------------------------- | -------------- |
| 1.  | 14. November 2010 | Loughborough      | ITF $10.000 | Hartplatz (Halle) | Anna Fitzpatrick            | 6:2, 6:2       |
| 2.  | 6. Oktober 2012   | Kalamata          | ITF $10.000 | Hartplatz         | Kathinka von Deichmann      | 7:64, 0:6, 6:0 |
| 3.  | 3. Februar 2013   | Scharm El-Scheich | ITF $10.000 | Hartplatz         | Pernilla Mendesová          | 6:3, 4:6, 6:2  |
| 4.  | 10. Februar 2013  | Scharm El-Scheich | ITF $10.000 | Hartplatz         | Doroteja Erić               | 6:4, 3:6, 6:4  |
| 5.  | 11. Mai 2014      | Bol               | ITF $10.000 | Sand              | Adrijana Lekaj              | 6:3, 6:3       |
| 6.  | 18. Mai 2014      | Bol               | ITF $10.000 | Sand              | Viktoriya Tomova            | 6:4, 6:3       |
| 7.  | 18. Juni 2017     | Guimarães         | ITF $15.000 | Hartplatz         | Marta Hugi González Encinas | 6:3, 6:1       |
| 8.  | 10. Februar 2019  | Monastir          | ITF $15.000 | Hartplatz         | Miriam Bianca Bulgaru       | 6:2, 6:3       |

### Doppel
| Nr. | Datum             | Turnier   | Kategorie   | Belag             | Partnerin    | Finalgegnerinnen             | Ergebnis |
| --- | ----------------- | --------- | ----------- | ----------------- | ------------ | ---------------------------- | -------- |
| 1.  | 6. November 2010  | Stockholm | ITF $10.000 | Hartplatz (Halle) | Xenia Knoll  | Karen Barbat Anna Berta      | 6:3, 6:3 |
| 2.  | 3. September 2015 | Engis     | ITF $10.000 | Sand              | Karin Kennel | Margaux Bovy Helene Scholsen | 6:0, 6:4 |